# Guiping
Guiping, tidigare stavat Kweiping, är en stad på häradsnivå som lyder under Guigangs stad på prefekturnivå i den autonoma regionen Guangxi i Folkrepubliken Kina. Den är belägen vid sammanflödet för Qian- och Yu-floderna, vilka är Xiflodens viktigaste bifloder från norr respektive söder.
Taipingupproret fick sin början i orten, då anhängare till Hong Xiuquan gjorde uppror i byn Jintian den 11 februari 1851.